# Генеральный прокурор Ирана
Генеральный прокурор Ирана (или генеральный прокурор) в судебной системе Ирана является «справедливым муджтахидом», назначаемым Главой судебной власти в консультации с судьями Верховного суда на пятилетний срок.
Глава Генеральной прокуратуры курирует работу прокуратуры страны. В качестве главы государственной прокуратуры он несет исполнительную ответственность за правоохранительные органы, судебное преследование, установление приоритетов при слушании дел.
Главный прокурор Верховного суда.

## Генеральные прокуроры Ирана (с 1979)
| #  | Изображение | Генеральный прокурор                      | Начало полномочий | Окончание полномочий |
| -- | ----------- | ----------------------------------------- | ----------------- | -------------------- |
| 1  |             | Фатолла Банисадр (1931—1996)              | февраль 1979      | 23 февраля 1980      |
| 2  |             | Абдул-Карим Мусави Ардебили (1926—2016)   | 23 февраля 1980   | 28 июня 1981         |
| 3  |             | Мохаммад-Мехди Раббани Амлаши (1937—1985) | 28 июня 1981      | январь 1983          |
| 4  |             | Юсеф Саанеи (1937—2020)                   | январь 1983       | июль 1985            |
| 5  |             | Мохаммада Мусави Хоийниха (1945—)         | июль 1985         | 1991                 |
| 6  |             | Мохаммад Рейшахри (1947—2022)             | 1991              | 1993                 |
| 7  |             | Сеид Аболmфазл Мусави Тебризи (1935—2003) | 1993              | 1997                 |
| 8  |             | Мортеза Могтадаи (1935—)                  | 1997              | 2002                 |
| 9  |             | Абдул-Наби Намази (1945—)                 | 2002              | 2004                 |
| 10 |             | Корбанали Дори-Наджафабади (1950—)        | 23 августа 2004   | 24 августа 2009      |
| 11 |             | Голям Хоссейн Мохсени-Эджеи (1954—)       | 24 августа 2009   | 23 августа 2014      |
| 12 |             | Сейед Ибрахим Раиси (1959—)               | 23 августа 2014   | 6 марта 2016         |
| 13 |             | Мохаммад Джафар Монтазери (1949—)         | 1 апреля 2016     |                      |